# Сасофелтрио
Сасофелтрио (итал. Sassofeltrio) је насеље у Италији у округу Пезаро и Урбино, региону Марке.
Према процени из 2011. у насељу је живело 134 становника. Насеље се налази на надморској висини од 459 м.

## Становништво
| 1931. | 1936. | 1951. | 1961. | 1971. | 1981. | 1991. | 2001. | 2011. |
| ----- | ----- | ----- | ----- | ----- | ----- | ----- | ----- | ----- |
| 1.915 | 1.931 | 1.995 | 1.541 | 1.340 | 1.263 | 1.211 | 1.229 | 1.445 |